# Старокопылово
Старокопылово — посёлок в Заринском районе Алтайского края России. Входит в состав Новозыряновского сельсовета.

## География
Расположен в северо-восточной части края, у реки Чумыш.
Климат
континентальный. Средняя температура января −17,7 °C, июля +19,2 °C. Годовое количество атмосферных осадков — 450 мм.

## История
Посёлок входит в муниципальное образование «Новозыряновский сельсовет» согласно муниципальной и административно-территориальной реформе 2007 года.

## Население
| 1997 | 1998 | 1999 | 2000 | 2001 | 2002 | 2003 | 2004 | 2005 |
| ---- | ---- | ---- | ---- | ---- | ---- | ---- | ---- | ---- |
| 143  | ↗147 | →147 | ↗149 | ↘137 | ↗146 | ↘124 | ↘119 | ↗120 |
| 2006 | 2007 | 2008 | 2009 | 2010 | 2011 | 2012 | 2013 |      |
| ↗122 | ↘95  | ↘88  | ↗89  | ↗101 | ↘97  | ↘95  | ↗97  |      |

национальный состав
Согласно результатам переписи 2002 года, в национальной структуре населения русские составляли 89 % от 139 жителей.

## Инфраструктура
Функционирует фельдшерско-акушерский пункт (филиал КГБУЗ «Центральная городская больница г. Заринск»).

## Транспорт
Посёлок доступен по дороге общего пользования межмуниципального значения «Новозыряново — Старокопылово» (идентификационный номер 01 ОП МЗ).